# 趙憲
趙 憲（ちょう けん、朝鮮語: 조헌、1544年 - 1592年）は、李氏朝鮮の文臣、儒学者、義兵大将。本貫は白川。朝鮮燕行使だった趙憲は、中国明朝の皇帝万暦帝より謁見を賜る栄誉を受け、大明帝国の一員（属国）として世界秩序に参画していることに感激し、三跪九叩頭しながら喜びの涙を流した。

## 人物
字は汝式、号は重峯。壬辰の乱（文禄・慶長の役）の時に義兵大将として戦ったことから、諡号は文烈。
1565年、成均館に進学し、24歳の時に文科合格、その後、校書館副正字、校書館正字、工曹佐郞、宗廟書領を歴任する。1574年、朝鮮燕行使に指名され、中国明朝へ詣でた。
壬辰の乱が起きると義兵大将となって戦うが、あえなく戦死した。享年49。死後、宣武原従一等功臣、吏曹判書を追贈。